# Опиаты
Опиа́ты — наркотические алкалоиды опиума. Существуют и опиоиды — группа препаратов, оказывающих на организм человека эффект, похожий на действие опия, тоже являющиеся агонистами опиатных рецепторов. Часто опиатами называют алкалоиды мака и его производные, а опиоидами — их синтетические и полусинтетические производные и аналоги.
К опиатам относятся как естественные алкалоиды опиума (например морфин, кодеин, тебаин, наркотин), так и их полусинтетические производные (такие как героин (диацетилморфин), дигидрокодеин, дезоморфин).